# André Oumansky
André Oumansky, né le 15 août 1933 dans le 9e arrondissement de Paris, est un acteur français.

## Filmographie

### Cinéma
- 1958 : Le Miroir à deux faces d'André Cayatte : danseur à l'anniversaire de Véronique
- 1960 : Normandie-Niémen de Jean Dréville : Dupont
- 1960 : La Vérité d'Henri-Georges Clouzot : Ludovic
- 1960 : Austerlitz d'Abel Gance
- 1961 : La Peau et les Os de Jean-Paul Sassy : Charly
- 1962 : Les Dimanches de Ville d'Avray de Serge Bourguignon : Bernard
- 1964 : Les Félins de René Clément : Vincent
- 1967 : Un homme à abattre de Philippe Condroyer : Georges
- 1968 : La Poupée rouge de Francis Leroi : Sébastien
- 1968 : La Nuit infidèle d'André d'Orlesson : Jérôme
- 1970 : La Dame dans l'auto avec des lunettes et un fusil, d'Anatole Litvak : Bernard Thorr
- 1971 : Raphaël ou le Débauché, de Michel Deville : Feyrac
- 1974 : Marseille contrat (The Marseille contrat) de Robert Parrish : Marsac
- 1986 : Je hais les acteurs de Gérard Krawczyk : Hochstader
- 1990 : Présumé dangereux de Georges Lautner : Lindsay
- 1993 : Tout le monde n'a pas eu la chance d'avoir des parents communistes de Jean-Jacques Zilbermann : Cousin Isaac
- 1994 : Soleil trompeur de Nikita Mikhalkov : Filipp
- 1994 : L’affaire de Sergio Gobbi : Claireveau
- 1995 : Highlander 3 (Highlander III: The Sorcerer) d'Andrew Morahan : Marquis de Condorcet
- 1995 : Othello d'Oliver Parker	: Gratiano
- 1996 : Beaumarchais, l'insolent d'Édouard Molinaro : Le président du Parlement
- 1998 : Rewind de Sergio Gobbi : Luc Baudin
- 1999 : History Is Made At Night de Ilkka Järvi-Laturi : Yuri
- 2001 : Mystery troll, un amour enchanté d'Éric Atlan : Elie
- 2003 : Tempo d'Eric Styles : Philippe Arcan
- 2006 : Mauvaise Foi de Roschdy Zem : Albert
- 2006 : Les Murs porteurs de Cyrille Gelblat : Motteck
- 2006 : Babel d'Alejandro Gonzalez Inarritu : Walter
- 2006 : Marie-Antoinette de Sofia Coppola : Cardinal de la Roche Aymon
- 2008 : Largo Winch de Jérôme Salle : Jacques Wallenberg
- 2009 : Lucky Luke de James Huth : Président
- 2010 : Innocente (court métrage) de Samuel Doux[1]
- 2016 : La politesse des anges (court métrage) de Valérie Théodore
- 2021 : Tromperie d'Arnaud Desplechin : le père de Philip

### Télévision
- 1958 : En votre âme et conscience :  L'Affaire Schwartzbard de Claude Barma
- 1959 : Macbeth, de Claude Barma (téléfilm) : Ross
- 1961 : Les Perses de Jean Prat (téléfilm) : …
- 1962 : Les Cinq Dernières Minutes, épisode Le Tzigane et la Dactylo de Pierre Nivollet : Hervé Le Pournel
- 1963 : L'inspecteur Leclerc enquête  de Serge Friedman, épisode : knock-out, (série télévisée) : Jo Masson
- 1964 : Quand le vin est tiré ... (Les Cinq Dernières Minutes no 29), de Claude Loursais série télévisée : Martial Gaillan
- 1965 : L'Héritage de Jean Prat (téléfilm) : Maze
- 1965 : Seule à Paris (série) : Bob
- 1966 : Le Trompette de la Bérésina de Jean-Paul Carrère : Marcelin/Le général de Bertrant
- 1967 : Julie de Chaverny ou la Double Méprise de Jean-Paul Marchand (téléfilm) : Chaverny
- 1971 : Aux frontières du possible : Menaces sur le sixième continent (série) : San Seccario
- 1971 : Quentin Durward de Gilles Grangier : Hayraddin
- 1972 : La Mort en face de Guy Jorré : …
- 1972 : Meurtre par la bande (téléfilm) épisode de la série télévisée Les Cinq Dernières Minutes de Claude Loursais : Charny
- 1974 : Au théâtre ce soir : Le Procès de Mary Dugan de Bayard Veiller, mise en scène André Villiers, réalisation Georges Folgoas, Théâtre Marigny : West
- 1974 : Président Faust de Jean Kerchbron
- 1974 : Messieurs les jurés : L'Affaire Lusanger d'André Michel
- 1975 : L'Île des chèvres de Pierre Badel (téléfilm) : Angelo
- 1976 : Les Cinq Dernières Minutes, épisode Le fil conducteur de Claude Loursais : Gilles Denis
- 1977 : Les Cinq Dernières Minutes : Châteaux en campagne de Guy Lessertisseur : Agossian
- 1978 : Gaston Phébus de Bernard Borderie (TV mini-serie) : Ferrero
- 1979 : Messieurs les Jurés : L'Affaire Brouchaud de Nat Lilenstein
- 1980 : Médecins de nuit de Peter Kassovitz, épisode : L'usine Castel (série télévisée) : Mr Aubert
- 1980 : Les Visiteurs (mini série) : Kyrin
- 1981 : La Guerre des insectes de Peter Kassovitz (téléfilm) : …
- 1981 : Sans famille de Jacques Ertaud (téléfilm) : l'ingénieur de la mine
- 1981 : Les Brus de Juan Luis Buñuel (téléfilm) : Edouard
- 1983 : La Veuve rouge d'Édouard Molinaro (téléfilm) : Mr Leberthier
- 1986 : Le Tiroir secret d’Édouard Molinaro (mini série télévisée) : …
- 1988 : Lance et compte II ou Cogne et Gagne  (série télévisée) : Kerensky
- 1989 : Champagne Charlie d'Allan Eastman (téléfilm) : …
- 1989 : Un comte des deux villes (A Tale of Two Cities) de Philippe Monnier : Le président du tribunal
- 1989 : Le Train de Vienne de Caroline Huppert : …
- 1989 : Les Enquêtes du commissaire Maigret, épisode : Jeumont, 51 minutes d'arrêt de Gilles Katz : Bebelmans
- 1989 : Les Grandes Familles d'Édouard Molinaro  (TV mini-series) : Robert Stenn
- 1991 : Système Navarro de Josée Dayan : …
- 1991 : Navarro  : Salade russe de Patrick Jamain : Tony de Chaussac
- 1992 : Warburg, le banquier des princes de Moshé Mizrahi (téléfilm) : Paul Warburg
- 1993 : Maigret et les témoins récalcitrants de Michel Sibra : Hirschfeld
- 1993 : Charlemagne, le prince à cheval de Clive Donner (téléfilm) : le roi Pépin le Bref
- 1993 : Les Grandes Marées de Jean Sagols  (TV mini-series) : Maître Knoll
- 1994 : Cœur à prendre : Noces rouges de Christian Faure : …
- 1994 : Highlander  de Bruno Gantillon - épisode «  Warmonger » (série télévisée) : Président Chescu
- 1996 : Troubles (Strangers) : Dean
- 1996 : La Dernière Fête de Pierre Granier-Deferre (téléfilm) : …
- 1997 : Les Héritiers de Josée Dayan (téléfilm) : Guerucci
- 1998 : Une femme d'honneur de Marion Sarraut : Arnaud de la Morais (Double Détente)
- 1998 : Le Temps d'un éclair de Marco Pauly (téléfilm) : …
- 1998 :  Villa Vanille de Jean Sagols (téléfilm) : Dr Gravier
- 1999 : Au bénéfice du doute de Williams Crépin (téléfilm) : Lino Tedesco
- 2001 : Thérèse et Léon de Claude Goretta (téléfilm) : Alexandre Lambert-Ribot
- 2002 : Sœur Thérèse.com de Christian Faure (série télévisée) : Étienne Vallois (épisode Sœur Thérèse.com)
- 2002 : Napoléon d'Yves Simoneau : Sieyes
- 2003 : Doctors (BBC) : Joseph Leveaux
- 2004 :  Dunkirk d'Alex Holmes (mini-série BBC) : Adm Jean Abrial
- 2004 : Nicolas et le Pays des âmes de Patrice Martineau : Alban Monfreid
- 2004 : Navarro de Patrick Jamain : Yvan Worsky (La Machination)
- 2005 : Le Tuteur de José Pinheiro (série télévisée) : Eugène Rastonin (épisode Il fera beau demain)
- 2006 : Zodiaque II de Claude-Michel Rome : Pierre-Antoine Daguerre
- 2010 : RIS police scientifique (série télévisée) : Jean-Louis Sagnac (4 épisodes)
- 2013 : Le Déclin de l'empire masculin de Angelo Cianci (téléfilm) : Charles
- 2015 : Rappelle-toi de Xavier Durringer : Michel Kardec
- 2019 : Les Ombres rouges de Christophe Douchand : Paul Garnier
- 2021 : Laval, le collaborateur de Laurent Heynemann : Savarov

## Doublage
- Omar Sharif dans : 
  - Le Docteur Jivago (1965) : Docteur Youri Jivago
  - Terreur sur le Britannic (1974) : Alex Brunel, Cmdt. du Britannic

- 1976 : Portrait de groupe avec dame : Bogakoff (Bata Zivojinovic)
- 1979 : Terreur à bord (mini-série TV) : Harold Columbine (Chad Everett)
- 1992 : Dracula : Le comte Vlad Dracul / Dracula âgé (Gary Oldman)

## Théâtre

### Comédien
- 1959 : Les Possédés d'Albert Camus d'après Fiodor Dostoïevski, mise en scène Albert Camus, théâtre Antoine
- 1960 : Le Jeu de l'amour et du hasard de Marivaux, mise en scène Daniel Leveugle, théâtre de l'Athénée
- 1961 : L'Annonce faite à Marie de Paul Claudel, mise en scène Pierre Franck, théâtre de l'Œuvre
- 1961 : Adélaïde de Jean-Louis Curtis, mise en scène Daniel Ceccaldi, théâtre des Ambassadeurs
- 1963 : La dame ne brûlera pas de Christopher Fry, mise en scène Pierre Franck, théâtre de l'Œuvre
- 1969 : Dom Juan de Molière, mise en scène Pierre Barrat, Comédie de l'Ouest
- 1971 : Électre de Jean Giraudoux, mise en scène Andréas Voutsinás, Festival de Bellac
- 1978 : Les Dernières Clientes d'Yves Navarre, mise en scène Louis Thierry, Studio des Champs-Élysées
- 1985 : Henri IV de Luigi Pirandello, mise en scène Jean-Pierre Bouvier, théâtre Montparnasse
- 1994 : La Nuit du crime de Jean Serge, Robert Chazal et Robert Hossein d'après Steve Pasteur, mise en scène Robert Hossein, théâtre de Paris
- 1996 : Cinéma parlant de Julien Vartet, mise en scène Daniel Colas, théâtre des Mathurins
- 2002 : Oncle Vania d'Anton Tchekhov, mise en scène Oscar Sisto, théâtre 13

### Metteur en scène
- 1971 : Partage de midi de Paul Claudel, théâtre des Mathurins
- 1983 : Hôtel Jawat et de la Plage de Christine Albanel,    Comédie de Paris